# 唐任远
唐任远（1931年6月25日—），上海人，电气工程专家，中国工程院院士，沈阳工业大学教授。

## 履历[1]
- 1952年，于交通大学毕业。
- 2001年，当选中国工程院院士。